# Signallampe

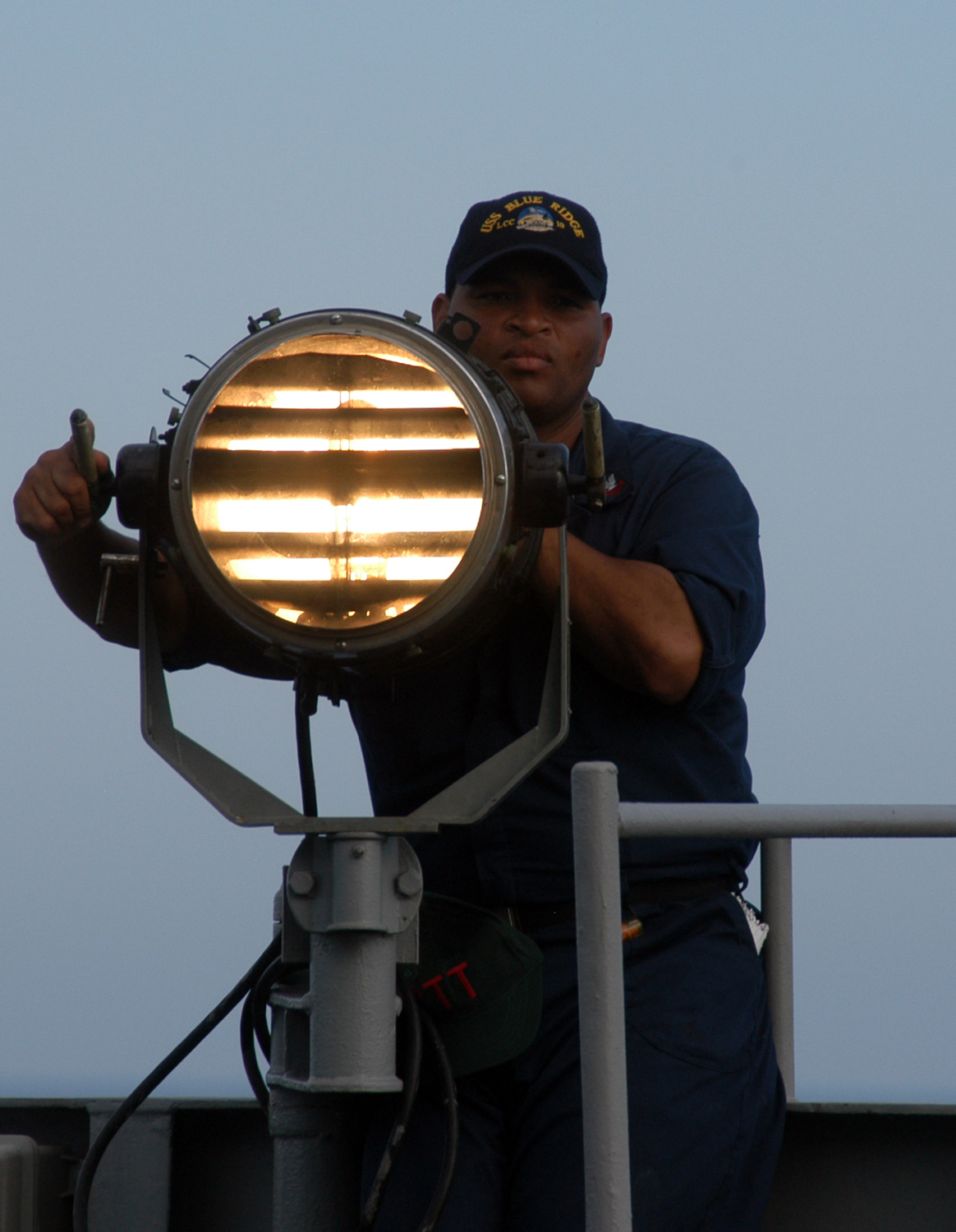
Seemann (Signalgast) bei der Übertragung eines Morsecodes

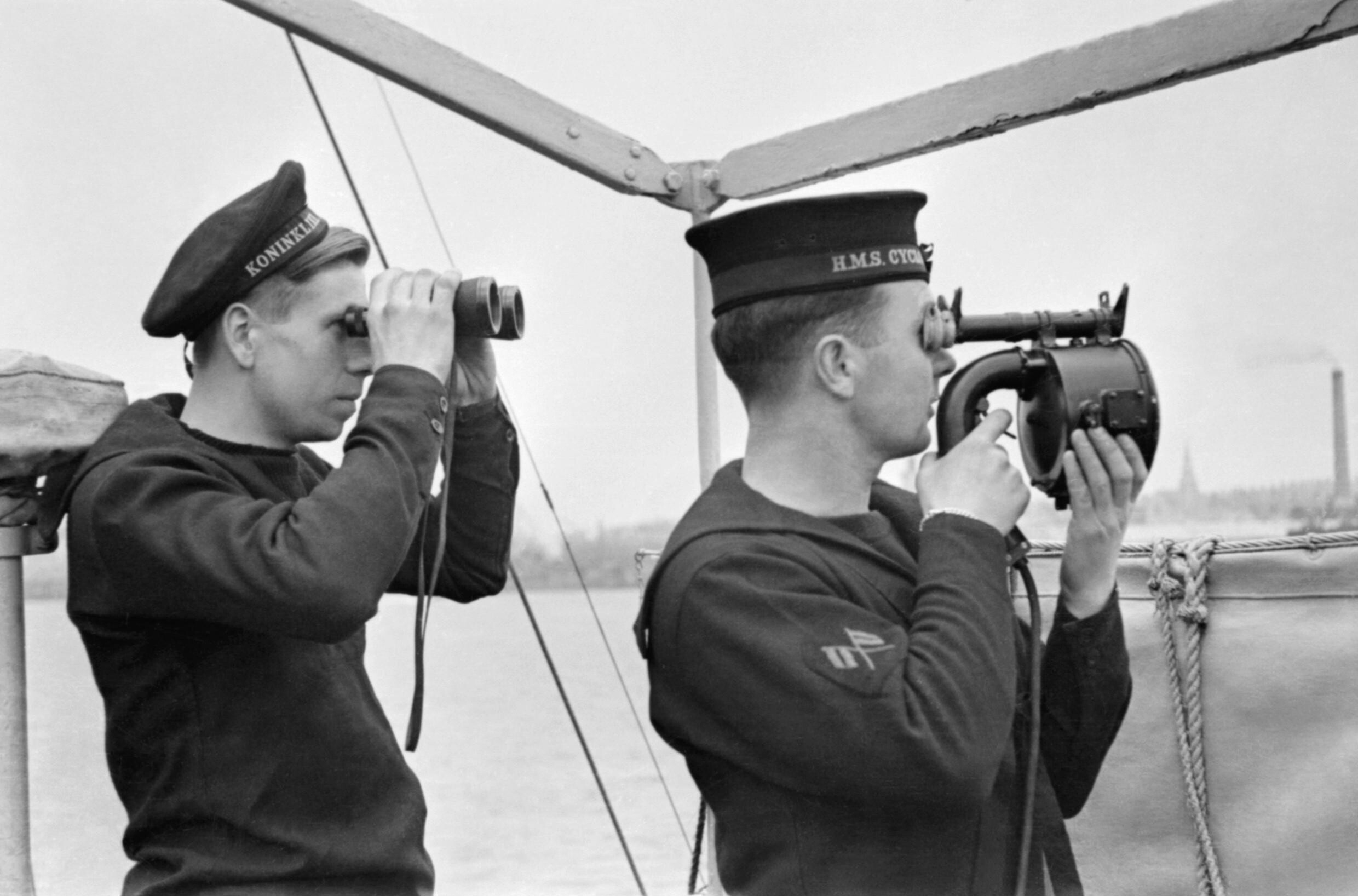
Der rechte Seemann benutzt eine tragbare Signallampe

Eine Signallampe, auch Signalscheinwerfer oder Morselampe, nach dem Erfinder  Arthur Cyril Webb Aldis auch Aldislampe genannt, ist ein optisches Fernmeldemittel, mit dem Nachrichten zum Beispiel durch Morsezeichen über kurze Entfernungen (limitiert durch die Reichweite) übermittelt werden können.
Der Begriff „Lampe“ ist fachlich falsch, da es sich um eine Leuchte handelt, in die als Leuchtmittel eine Lampe eingebaut ist.
Signallampen werden hauptsächlich in der Seefahrt eingesetzt. Im Marine-Jargon wird das Gerät oft als „Klappbuchs“ (= „Klapperbüchse“ wegen der Form und der Mechanik). bezeichnet. Auch auf Handelsschiffen muss noch eine Signalleuchte mitgeführt werden, meist handelt es sich hier aber um eine Handlampe und nicht um einen fest installierten Scheinwerfer.
Signallampen können als relativ kleine Handgeräte ausgeführt sein, haben in der Praxis aber meist einen Durchmesser von ca. 40–50 cm. Sie sind mit einer dauerhaft einschaltbaren Lampe (Leuchtmittel) ausgestattet.
Es wird zwischen gerichtetem Licht (Lichtstrahl) und ungerichtetem Licht (Rundumlicht) unterschieden. Für gerichtetes Licht wird eine Projektionsoptik eingesetzt, die einerseits den Lichtstrahl bündelt und andererseits ein „Mitlesen“ der Nachricht durch Unbefugte erschwert.
Oft sind die Geräte mit einer einfachen Visiereinrichtung versehen, um den Empfänger sicher zu erreichen. Vor der Lichtaustrittsöffnung ist in den meisten Fällen ein Lamellenverschluss angebracht, der durch einen Hebel vom Bediener geöffnet und geschlossen werden kann, um die Zeichen zu generieren (s. Foto). Das ist nötig, weil stärkere Glühlampen beim Ein- und vor allem beim Ausschalten zu träge reagieren (der Glühfaden muss abkühlen), um den Zeichen schnell genug folgen zu können. Diese würden dadurch verwaschen. Bei kleinen Leistungen, z. B. Taschenlampen, ist das weniger ein Problem. Die Blendenmechanik erlaubt es auch, kontinuierliche Lichtquellen, z. B. Petroleumlampen oder Gasentladungslampen als Leuchtmittel zu verwenden.

## Kleinsignallampen
Dies sind Einrichtungen, die Betriebszustände von Maschinen erkennen lassen (eingeschaltet?; ausgeschaltet?).

## Sonstige

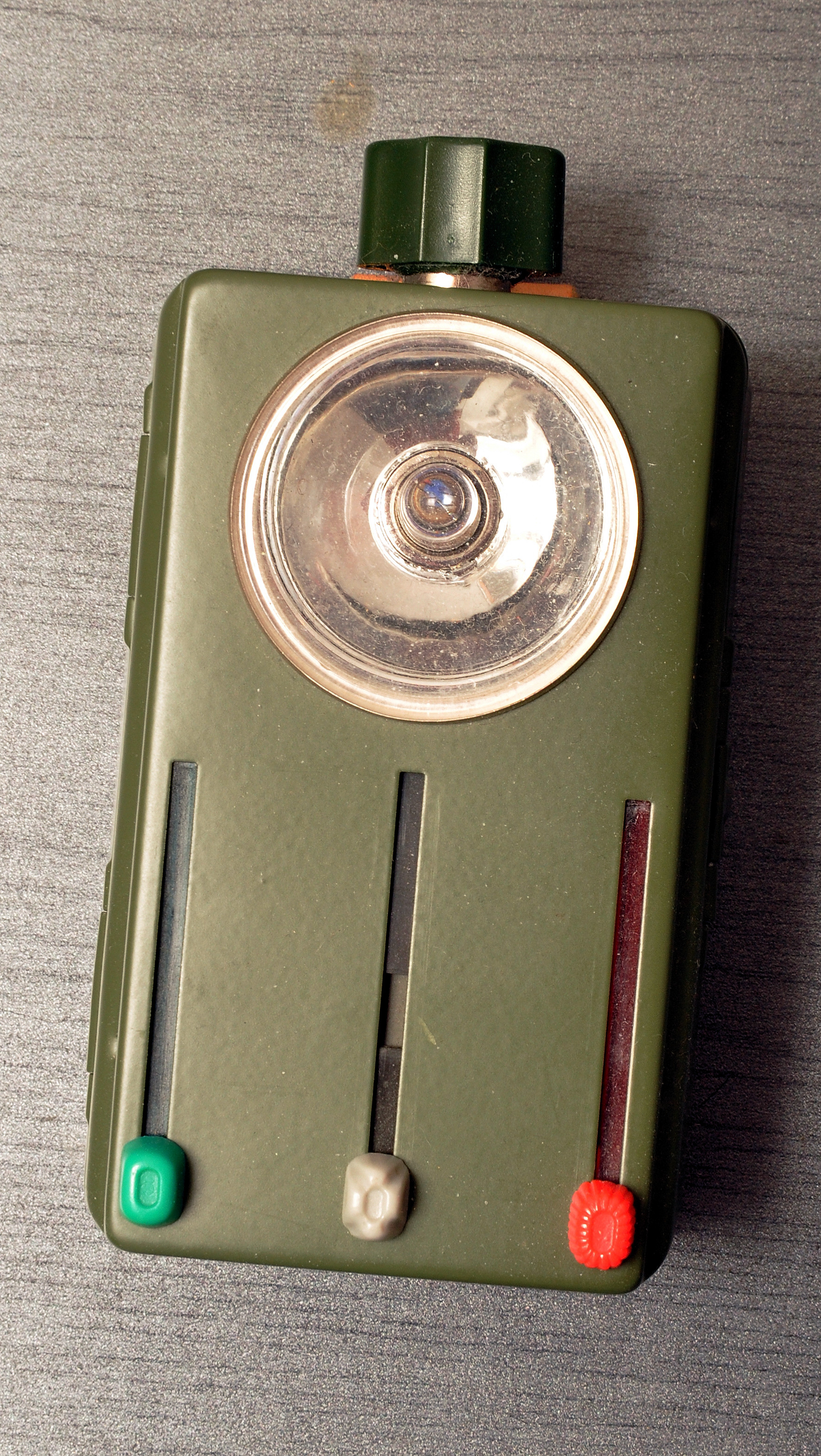
Signallampe der Bundeswehr mit Farbscheibenschiebern rot/grün und Tarnlichtschieber

Streitkräfte, Polizei, Rettungsdienste etc. sind mit Handleuchten ausgerüstet, die außer weißem Licht auch farbiges Licht (meist rot und grün; durch vorschaltbare Farbscheiben) abgeben können. Diese dienen der einfachen und schnellen Übermittlung von Befehlen (Fahrzeugeinweisungen, Haltsignale, Fahrtsignale etc.).